# Нашвілл (Північна Кароліна)
Нашвілл (англ. Nashville) — місто (англ. town) в США, в окрузі Неш штату Північна Кароліна. Населення — 5632 особи (2020).

## Географія
Нашвілл розташований за координатами 35°58′7″ пн. ш. 77°57′16″ зх. д. / 35.96861° пн. ш. 77.95444° зх. д. (35.968521, -77.954429).  За даними Бюро перепису населення США в 2010 році місто мало площу 10,73 км², з яких 10,72 км² — суходіл та 0,01 км² — водойми. В 2017 році площа становила 12,06 км², з яких 12,05 км² — суходіл та 0,01 км² — водойми.

## Демографія
Згідно з переписом 2010 року, у місті мешкали 5352 особи в 2207 домогосподарствах у складі 1438 родин. Густота населення становила 499 осіб/км².  Було 2360 помешкань (220/км²).
Расовий склад населення:
| - 51,2 % — білих - 45,5 % — чорних або афроамериканців - 0,6 % — корінних американців - 0,4 % — азіатів |

До двох чи більше рас належало 1,3 %. Частка іспаномовних становила 1,6 % від усіх жителів.
За віковим діапазоном населення розподілялося таким чином: 23,4 % — особи молодші 18 років, 60,4 % — особи у віці 18—64 років, 16,2 % — особи у віці 65 років та старші. Медіана віку мешканця становила 40,1 року. На 100 осіб жіночої статі у місті припадало 85,7 чоловіків;  на 100 жінок у віці від 18 років та старших — 80,5 чоловіків також старших 18 років.
Середній дохід на одне домашнє господарство  становив 50 349 доларів США (медіана — 40 277), а середній дохід на одну сім'ю — 61 546 доларів (медіана — 53 690). Медіана доходів становила 43 897 доларів для чоловіків та 31 834 долари для жінок. За межею бідності перебувало 23,4 % осіб, у тому числі 27,0 % дітей у віці до 18 років та 25,2 % осіб у віці 65 років та старших.
Цивільне працевлаштоване населення становило 2432 особи. Основні галузі зайнятості: освіта, охорона здоров'я та соціальна допомога — 36,4 %, виробництво — 18,6 %, мистецтво, розваги та відпочинок — 9,2 %, транспорт — 9,0 %.